# Hackett (canton)
 (février 2021).
Si vous disposez d'ouvrages ou d'articles de référence ou si vous connaissez des sites web de qualité traitant du thème abordé ici, merci de compléter l'article en donnant les références utiles à sa vérifiabilité et en les liant à la section « Notes et références ».
Pour les articles homonymes, voir Hackett.
Le Canton Hackett a été créé le 2 juin 1899 par le Gouvernement du Québec. Ce canton forestier est situé dans le territoire non-organisé du lac-Masketsi, dans la MRC Mékinac, en Mauricie, au Québec, au Canada. Le territoire de ce canton fait partie du bassin versant de la rivière Saint-Maurice.